# 圣马丁统一

圣马丁“团结旗”，圣马丁岛的两部分都使用。

圣马丁岛地图。绿色部分为法属圣马丁，橙色部分为荷属圣马丁。

圣马丁统一（法語：Unification de Saint-Martin）是指对位于加勒比海的小岛圣马丁岛进行统一的提议。目前，该岛分为两个部分：南部是荷属圣马丁（荷兰王国的构成国之一），北部是法属圣马丁（法国的一个海外集体）。自1648年签订《协和条约》以来，该岛便处于分裂状态，这份条约至今仍然生效，是现存最古老的条约之一。
《协和条约》允许岛上两部分自由通行，这种自由促进了岛民的共同认同感，但也因此让部分人认为正式统一并无必要。反对统一的其他理由包括：法国和荷兰都不会允许统一，且实现统一需要双方完全独立。
1990年8月31日，在荷属圣马丁菲利普斯堡的银禧图书馆举行的“国家象征预备会议”上，圣马丁的“团结旗”正式启用。该旗帜旨在代表岛上两部分的居民和圣马丁的统一，今天在一些民宅、教堂和宗教团体中仍会悬挂。2020年8月，因防控新冠疫情，圣马丁岛与荷属圣马丁的边界增设了限制和管控措施，部分反对此措施的抗议者随身携带了这面旗帜。同年9月，这些限制被取消，岛上民众开始高喊“一个岛屿，一个民族，一个命运”。
该运动的支持者中有著名人士，包括2014年曾表态支持圣马丁统一的前法属圣马丁领导人阿尔伯特·弗莱明。